# Onderbanken

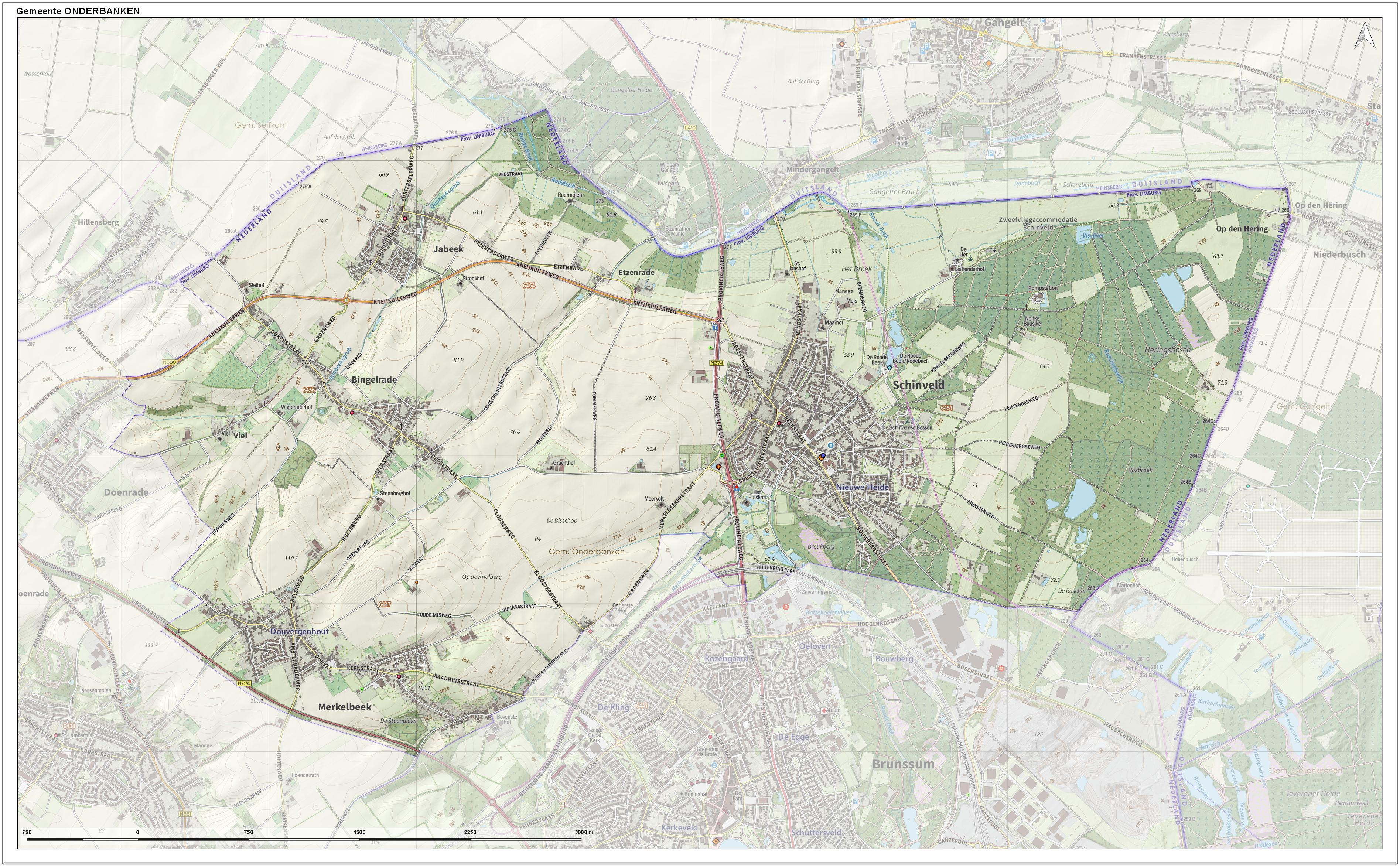
Topografische gemeentekaart van Onderbanken

Onderbanken (uitspraakⓘ) (Limburgs: De Óngerbenk) is een voormalige gemeente in de Nederlandse provincie Limburg, aan de grens met Duitsland. De gemeente telde op 1 januari 2019 7.741 inwoners en had een oppervlakte van 21,24 km². Onderbanken maakte, tot de opheffing van de plusregio's in 2015, deel uit van de voormalige plusregio Parkstad Limburg. Onderbanken fuseerde op 1 januari 2019 met de naburige gemeenten Nuth en Schinnen tot de gemeente Beekdaelen.
De gemeente Onderbanken is als gevolg van een gemeentelijke herindeling ontstaan door de samenvoeging van de voormalige gemeenten Bingelrade, Jabeek, Merkelbeek en Schinveld op 1 januari 1982. In de Middeleeuwen waren de 'onderbanken' een rechtsprekend college, die vielen onder de rechtbank van Heerlen, en later waarschijnlijk Brunssum.
Onderbanken kenmerkt zich als een landelijke gemeente en het landschap is zeer heuvelachtig, hoewel het strikt genomen niet tot het Heuvelland in enge zin wordt gerekend. Er zijn drie soorten landschap aanwezig: het agrarische landschap op het Plateau van Doenrade ten westen van de kern Schinveld, de uitgestrekte bossen ten oosten van die plaats en daartussenin het veengebied in het beekdal van de Roode Beek. De gemeente staat vooral als een forensengemeente bekend: van alle werkende inwoners werkt 82 procent buiten de gemeentegrens, waarmee Onderbanken in 2008 het op een na hoogste percentage forensen van Nederland had.

## Kernen
De gemeente Onderbanken bestond uit vier kerkdorpen.
Aantal inwoners per woonkern op 1 januari 2019:
| Kern       | Inwonertal |
| ---------- | ---------- |
| Schinveld  | 4629       |
| Merkelbeek | 1564       |
| Bingelrade | 796        |
| Jabeek     | 752        |

Naast deze officiële kernen bevinden zich in de gemeente de buurtschappen Etzenrade, Op den Hering, Viel en Raath.
De plaatsnaamborden in de gemeente zijn tweetalig; in het Nederlands en in het plaatselijke Limburgs dialect.

## Bezienswaardigheden
Er zijn in de gemeente Onderbanken diverse bezienswaardigheden, waaronder:
- De Sint-Eligiuskerk te Schinveld, ook wel "kathedraal van de Onderbanken" genoemd. Dit gebedshuis werd in 1889-90 gebouwd naar een ontwerp van de Venlose architect Johannes Kayser. Bij de bouw van de nieuwe kerk werd gebruikgemaakt van de torenromp van de voorgangerbouw uit ca. 1500.
- 'Schinvelder Hoeve' te Schinveld, vroeger ook wel "Sjilvender Huuske" genoemd, een achttiende-eeuwse, deels omgrachte stijlkenmerkende hoeve.
- 'Kasteel' Raath in de buurtschap Raath, in 1804 gebouwd representatief landhuis op de plaats van een ouder huis.
- Het uit mergel en hout opgetrokken puthuisje uit 1664 vlak bij Kasteel Raath.
- De Sint-Lambertuskerk te Bingelrade, in 1935 gebouwd naar een ontwerp van architect Schoenmaekers uit Sittard. Het ontwerp vertoont een combinatie van gotische en art-deco-invloeden.
- De Sint-Gertrudiskerk te Jabeek, gebouwd in 1859 naar een ontwerp van de bekende Roermondse architect Pierre Cuypers met gebruikmaking van de vijftiende-eeuwse toren.
- Het 'Etzenrader Huuske in de tot Jabeek behorende buurtschap Etzenrade, een kasteelhoeve uit de vroege achttiende eeuw.
- 'De Etzenraderhof', een eveneens uit het begin van de achttiende eeuw stammende karakteristieke hoeve.
- Openluchtmuseum Nonke Buusjke in de Schinveldse Bossen.
- De Vossenberg, een motte nabij de Merkelbekerbeek.

### Monumenten
In de gemeente zijn er een aantal rijksmonumenten en oorlogsmonumenten, zie:
- Lijst van rijksmonumenten in Onderbanken
- Lijst van oorlogsmonumenten in Onderbanken

## Cultuur
De gemeente Onderbanken kent eveneens een rijke culturele traditie. Alle vier de kernen kennen muziekverenigingen. De grootste kern Schinveld kent zowel een fanfare, St. Lambertus als een harmonieorkest, St. Caecilia. Bingelrade kent een harmonie-orkest (St. Cecilia) en Jabeek een fanfare orkest (St. Caecilia) en Merkelbeek de fanfare St. Joseph. Naast de kwantiteit herbergt de relatief kleine gemeente ook de nodige kwaliteit. Zo komt Fanfare St. Joseph uit in de 4e divisie. St. Caecilia Bingelrade komt uit in de 3e divisie, fanfare St. Lambertus Schinveld komt uit in de 2e divisie en St Cecilia Jabeek in de 1e divisie. Harmonie St. Caecilia Schinveld is na het bondsconcours van november 2006 zelfs gerechtigd om in de concertdivisie uit te komen.
De Schutterij van Merkelbeek, St. Johannes en St. Clemens, won in 2016 het Oud Limburgs Schuttersfeest en mag dit zodoende in 2017 organiseren.

## Natuur
In de gemeente Onderbanken zijn verschillende natuurgebieden te vinden. Met een oppervlakte van 308 hectare zijn de Schinveldse Bossen ten oosten van Schinveld het grootste aaneengesloten stuk bosgebied van de regio. Bij Jabeek liggen de Jabeekse Bossen, een kleiner bosgebied in het dal van de Roode Beek. In dit beekdal zijn daarnaast enkele moeras- en veengebieden gelegen waaronder het natuurgebied Dal van de Roode Beek en het Leiffenderven. Op het Plateau van Doenrade bevinden zich op de hellingen langs de dalen restanten van hellingbossen.

### Schinveldse Bossen
De gemeente Onderbanken ligt onder de aanvliegroute van AWACS-vliegtuigen naar de NAVO-basis Geilenkirchen en verzet zich daar al sinds 1980 tegen. Onderdeel van dit verzet is de weigering mee te werken aan het door Defensie kappen en afzagen van bomen op haar grondgebied, die uitsteken in de veiligheidszone (de vliegfunnel) om de vliegroute naar de start- en landingsbaan van de basis. In Nederland is dat vrij ongebruikelijk, want meestal werken gemeenten, ook als zij het er niet mee eens zijn, uiteindelijk wel mee aan verzoeken om mee te werken aan het realiseren van rijksbelangen.
De gemeente wil dat de start- en landingsbaan enkele honderden meters in oostelijke richting opgeschoven wordt (en indirect de sluiting van de hele basis). Dan is het kappen van bomen, althans op Nederlands grondgebied, niet meer nodig.
Het overleg over het afzagen van de bomen, de eventuele alternatieven en mogelijke compensaties loopt al vanaf 1982 en zit feitelijk sinds 1993 muurvast. Dit komt voor een groot deel door de koppeling, die in Onderbanken gelegd wordt met de geluidsoverlast, die de Awacs-vliegtuigen veroorzaken. De gemeente stelt het oplossen daarvan als voorwaarde voor een (eventuele, maar zeker niet gegarandeerde) medewerking aan ingrepen in het bos. Het rijk ziet de obstakels in de vliegfunnel als een afwijking van de preventieve veiligheidsnormen, die volkomen los staat van het geluid van de vliegtuigen. Ook als deze volledig geruisloos zouden zijn, moeten de te hoge bomen gekapt of ingekort worden.
Bovendien verschilt men van mening over de ernst van de ingreep in het bos. Defensie ziet het als een beheersmaatregel, cq. achterstallig onderhoud, waarbij maar een klein deel van het Schinveldse bos betrokken is: ongeveer een derde van de 20 ha, die eigendom van Defensie is, op een totale omvang van het bos van circa 360 ha. Bovendien blijft ook het gebied onder de vliegfunnel als bos gehandhaafd. Het wordt omgezet in een hakhout-en middenbos, de beheersvorm die het in het begin van de 20e eeuw ook al had en die door verwaarlozing daarna verloren gegaan is. De opposanten (gemeente en lokale actievoerders) presenteren de ingreep als de totale en definitieve vernietiging van een van de meest kostbare en zeldzame natuurparels van Limburg. Dit laatste komt overigens niet overeen met de uitkomst van de uitgevoerde onderzoeken naar de aanwezige natuurwaarden. Die signaleren juist een afname van de diversiteit sinds het hakhoutbeheer halverwege de 20e eeuw beëindigd is.
Om uit de impasse te komen is op rijksniveau in 2004 besloten om een zogenaamde NIMBY procedure te starten. Daarbij kan de Minister van VROM onder bepaalde voorwaarden de taken en verantwoordelijkheden van de gemeente overnemen en zelf de besluiten nemen, waar de gemeente niet aan wil meewerken. Dit betekent overigens niet, dat dan niemand meer iets te zeggen heeft: het Nimby-besluit is onderhevig aan dezelfde procedure van bezwaar en beroep als het gemeentelijke besluit, waarvoor het in de plaats treedt.
In het kader van de Nimby-procedure heeft de minister Sybilla Dekker van VROM in januari 2005 een verzoek gedaan aan de gemeente Onderbanken om aan de staatssecretaris Cees van der Knaap van het Ministerie van Defensie vrijstelling te verlenen van de bestaande bestemmingen voor het bosgebied, zodat het mogelijk zou worden om over te gaan tot het afzagen van alle bomen in een aaneengesloten gebied van 6 ha en een beperkt aantal bomen in een aangrenzend gebied van 14 ha. Overigens is het bos daarmee alleen tijdelijk weg: de achterblijvende stronken worden niet gerooid, maar blijven staan en zullen voor een groot deel weer uitlopen. Ook zal nieuwe bosopslag ontstaan. Na enige jaren vormt zich dan een zogenaamd hakhoutbos, dat door de boseigenaar (Defensie) zodanig beheerd wordt, dat het niet hoger uitgroeit dan 12 tot 20 m. Dan blijven de boomtoppen onder het obstakelvrije vlak van de vliegfunnel. Dit toekomstige beheer maakt deel uit van de ontheffingsaanvraag en wordt met het Nimby-besluit ook als verplichting opgelegd.
Vervolgens besloot de gemeente om eenmalig het afzagen van acht bomen toe te staan en al het andere, dus ook het toekomstige beheer van het gebied als hakhoutbos, te verbieden. Dit besluit van de gemeente zag de minister als een verkapte weigering van haar verzoek. Volgens de nimby-procedure heeft de minister dan de mogelijkheid om zelf de gevraagde vrijstelling te verlenen. Zij heeft dit gedaan op 3 augustus 2005.
Het besluit van 3 augustus 2005 is aangevochten in een voorzieningenprocedure (een soort kort geding) bij de Voorzitter van de Afdeling bestuursrechtspraak van de Raad van State. Deze heeft op 2 december 2005 bepaald, dat de minister inderdaad het besluit van de gemeente over de 8 bomen op mocht vatten als een weigering van medewerking en dat zij verder ook niet lichtvaardig of onzorgvuldig besloten heeft, met als uitzondering de onderbouwing over de bomen in de 14 ha. Die was niet duidelijk genoeg vastgelegd. De uitvoering van die maatregel werd daarom geschrapt, maar voor de ingreep in de 6 ha was met deze uitspraak de weg vrij.
Op 20 september maakte Onderbanken bekend, dat als het ministerie van Defensie aanstalten zou maken de bomen te kappen, de gemeente Onderbanken de politie erop af zou sturen. In de daarover door Defensie aangespannen procedure werd de gemeente eind december 2005 door de President van de Rechtbank in Maastricht echter teruggefloten.
Door actievoerders van GroenFront! en de Vereniging STOP awacs, aangevuld met burgers uit de omgeving, werd het bos bezet. In hoge bomen werden vanaf december 2005 boomhutten gemaakt.
Na de uitspraak van de Voorzitter van de Afdeling bestuursrechtspraak oordeelde de juist aangetreden tijdelijk burgemeester Jos Zuidgeest (PvdA) dat verder verzet geen zin meer had. Hij vreesde echter wel voor ernstige ongeregeldheden als Defensie in januari 2006 over zou gaan tot het kappen van de 6 ha. Op 2 januari stelt hij daarom een Noodverordening vast, die het verblijf in het bos verbiedt met ingang van 5 januari 2006. De gemeenteraad weigert op 4 januari deze noodverordening te bekrachtigen, waarop de burgemeester beroep aantekent bij de gouverneur, Léon Frissen. Deze bekrachtigt op 5 januari alsnog de noodverordening. Op 9 januari wordt het bos ontruimd door de marechaussee en er wordt bij het aanbreken van de dag een begin gemaakt met het kappen van de bomen in de AWACS-aanvliegstrook. Op 12 januari is de kap afgerond. Er zijn op grond van de noodverordening ruim 100 mensen in het bos opgepakt en een groot deel daarvan is vervolgens in mei veroordeeld tot voorwaardelijke boetes van ongeveer 240 euro.
Intussen zijn ook de (306) ingediende bezwaren tegen het besluit van de minister van 3 augustus behandeld. In een nieuw besluit, de beslissing op bezwaar, van 20 maart 2006 worden deze allemaal gemotiveerd weerlegd en wordt tevens een verbeterde specificatie gegeven van de nog te kappen/af te zagen bomen in de 14 ha. Tegen dit besluit waren 14 beroepen ingediend, die door de Afdeling bestuursrechtspraak van de Raad van State behandeld zijn.
De Raad van State oordeelde op 18 juli 2007 dat voor dertien van de twintig hectare 'niet aannemelijk is geworden dat de noodzaak bestond binnen dit deelgebied op korte termijn bomen te kappen'. Voor de overige zeven hectare vond de Raad van State de beslissing van Dekker 'onzorgvuldig voorbereid en niet deugdelijk gemotiveerd'. Het gaat dan om onder meer geluidsoverlast en de belasting voor het milieu. Tegen de uitspraak van de Raad van State is geen beroep mogelijk.
Op 23 januari 2008 werd ook een besluit van de Kroon vernietigd door de Raad van State. De Kroon had een wijziging in de provinciale milieu-verordening ongedaan gemaakt. In die verordening stond dat in het zogeheten AWACS-bos in Schinveld geen bomen gekapt konden worden met machines. Het gebied was aangemerkt als een stiltegebied. De provincie ging daartegen in beroep.
De staat voerde als argument aan dat de nieuwe bepaling in de verordening in strijd zou zijn met de wet, maar daarvan is volgens de Raad van State geen sprake. Volgens het rijk was de door de provincie bepaalde wijziging van de verordening ook in strijd met het algemeen belang. De wijziging in de provinciale verordening zou de volgens het rijk noodzakelijke boskap bemoeilijken en vertragen. Maar volgens de Raad van State was dat algemeen belang niet zo groot dat het rijk zomaar de milieuverordening terzijde kon schuiven.

## Religie
De gemeente heeft verschillende kerkdorpen binnen haar grenzen. De kerken in de gemeente zijn de:
- Sint-Lambertuskerk te Bingelrade
- Sint-Gertrudiskerk te Jabeek
- Sint-Clemenskerk te Merkelbeek
- Sint-Eligiuskerk te Schinveld

Daarnaast bevinden zich er diverse wegkruizen en kapelletjes in de gemeente.
De oude Sint-Clemenskerk van Merkelbeek staat thans op het grondgebied van de gemeente Brunssum.

## Politiek

### Gemeenteraad
De gemeenteraad van Onderbanken bestaat uit 13 zetels. Hieronder staat de samenstelling van de gemeenteraad sinds 1998:
| Partij                   | 1998 | 2002 | 2006 | 2010 | 2014 |
| Democraten Onderbanken   | 2    | 2    | 5    | 4    | 5    |
| CDA                      | 2    | 3    | 2    | 4    | 3    |
| VVD                      | 2    | 4    | 2    | 3    | 2    |
| Progressief Onderbanken  | 2    | 3    | 4    | 2    | 3    |
| Lijst Kleine Onderbanken | 3    | 1    | -    | -    | -    |
| Totaal                   | 13   | 13   | 13   | 13   | 13   |

## Aangrenzende gemeenten
| Aangrenzende gemeenten | Aangrenzende gemeenten | Aangrenzende gemeenten | Aangrenzende gemeenten | Aangrenzende gemeenten |
| ---------------------- | ---------------------- | ---------------------- | ---------------------- | ---------------------- |
|                        |                        | Selfkant (D)           |                        | Gangelt (D)            |
|                        |                        |                        |                        |                        |
| Schinnen               |                        |                        |                        |                        |
|                        |                        |                        |                        |                        |
|                        |                        | Brunssum               |                        |                        |